# Тарек ель-Айссамі
Тарек Зайдан Ель-Айссамі Мадда (ісп. Tareck Zaidan El Aissami Maddah; араб. طارق زيدان العيسمي مداح; нар. 12 листопада 1974, Венесуела) — венесуельський урядовець, державний і політичний діяч лівансько-сирійського походження, колишній віцепрезидент Венесуели (2017—2018).

## Біографія

### Ранні роки
Тарек Ель-Айссами народився 12 листопада 1974 року і провів своє дитинство в Ель-Вігії, Мерида, Венесуела. Його батько, Зайдан Ель-Амін Ель Айссами, який також відомий як Карлос Зайдан, був друзьким іммігрантом з Лівану, а також був військовим соратником Саддама Хусейна. Тарек закінчив Андський університет, де перебував під впливом Утопії 78 — лівого студентського руху. Серед його викладачів був старший брат Уго Чавеса Адан.

### Політична кар'єра

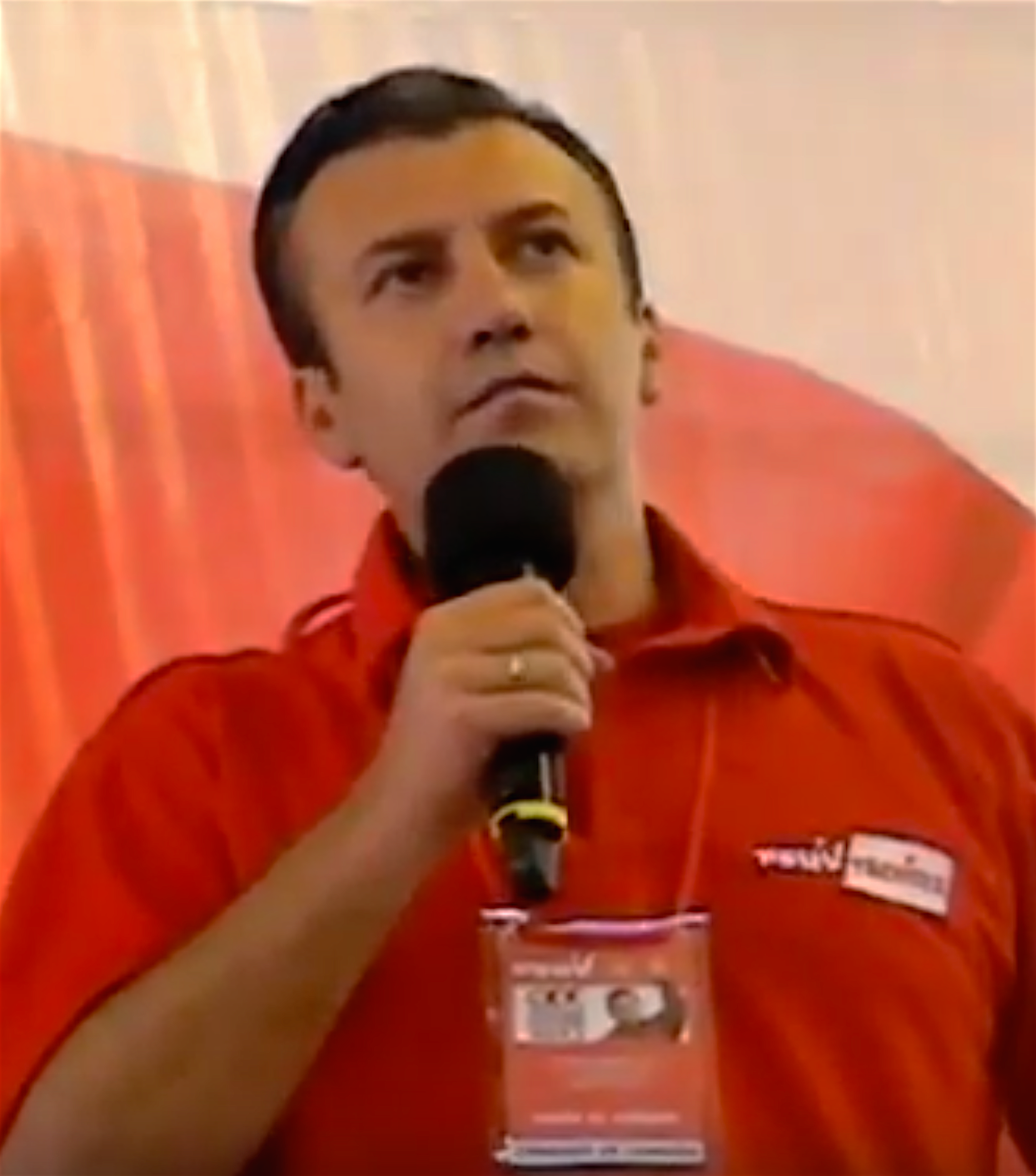
Тарек Ель-Айссамі на мітингу, 2012 рік

Був членом Національної Асамблеї Венесуели з 2005 року.
У вересні 2008 року Ель-Айссами був призначений міністром внутрішніх справ і юстиції в уряді Уго Чавеса. Раніше він обіймав посаду заступника міністра в тому ж кабінеті з 2007 року.
З 2012 по 2017 рік служив губернатором Арагуа. Паралельно в 2015 році став нападником футбольного клубу «Арагуа».
4 січня 2017 року президент Ніколас Мадуро призначив Ель-Айссамі віцепрезидентом країни. Це рішення було прийнято на той випадок, якщо парламент винесе імпічмент Мадуро і позбавить його повноважень. Згідно з конституцією Венесуели, в такій ситуації державу очолює віцепрезидент, а Тарек Ель-Айссами вкрай непопулярний у венесуельської опозиції.
14 червня 2018 року новим віцепрезидентом Венесуели стала Делсі Родрігес, яка до цього обіймала посаду голови Конституційних зборів Венесуели; Ель-Айссамі став міністром промисловості і національної продукції. Він також був призначений зовнішнім директором венесуельської державної нафтової компанії PDVSA.

## Торгівля наркотиками
Взимку 2017 року митна поліція США ввела проти ель-Айссамі санкції, запідозривши його в причетності до незаконного обігу заборонених речовин. Відомство заморозило рахунки, які могли належати політику. Сам чиновник звинувачення в наркоторгівлі відкидає.
У серпні 2019 Імміграційна та митна поліція США (ICE) внесла Тарека ель-Айссамі в свій список 10 найбільш розшукуваних злочинців. Його шукають за міжнародну торгівлю наркотиками.